# Abloy

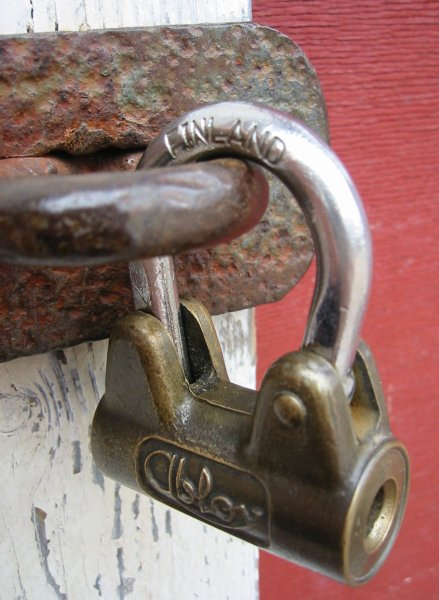
Hänglås av märket Abloy.

Abloy är ett finskt låsföretag som 1994 gick samman med svenska Assa och bildade Assa Abloy.
Abloylåsets funktionsprincip utvecklades och patenterades 1907 av kontorsmaskinmekanikern Emil Henriksson (1886-1956). Han sägs ha fått idén därtill från räknemaskinernas roterande hjul när han reparerade en kassamaskin. Produktion i större skala inleddes år 1918 med grundandet av Ab Låsfabriken-Lukkotehdas Oy som drygt ett år senare bytte namn till Ab Lukko Oy. 1934 breddades produktionen med dörrstängare.
Företaget anslöts till Maskin och Bro Ab 1923. 1936 blev Maskin och Bro en del av Wärtsilä-koncernen. 1968 flyttades tillverkningen från Helsingfors till Joensuu. 1977 köpte Wärtsiläkoncernen majoriteten av aktierna i Björkboda som blev en del av Abloy och tillverkade Abloy och Boda-produkter. Fabriken var nerläggningshotad tre gånger på 2000-talet och lades ner 2018. Abloy expanderade ytterligare när Wärtsilä köpte upp Anchor Eskilstuna AB (Anchorverken) (1982) och Primo (1988).
Låsverksamheten antog namnet Abloy Oy 1990. Wärtsilä-koncernen fusionerades med Lohja Oy som bytte namn till Metra Oy Ab.  Metra grundade 1994 Assa Abloy AB med det ur Securitas AB frigjorda bolaget Assa AB.